# Francine Niyonsaba
Francine Niyonsaba (Nkanda Bweru, 5 de maio de 1993) é uma atleta e corredora meio-fundista do Burundi, especialista nos 800 metros. Conquistou a medalha de prata nesta prova nos Jogos Olímpicos Rio 2016, a primeira atleta burundesa a ganhar uma medalha olímpica e a segunda do país desde a medalha de ouro de Vénuste Niyongabo nos 5000 metros em Atlanta 1996.
Também em 2016 foi campeã mundial indoor da distância no Campeonato Mundial de Atletismo em Pista Coberta, realizado em Portland, Estados Unidos. No ano seguinte foi medalha de prata no Campeonato Mundial de Atletismo, disputado em Londres.